# Città dei Paesi Bassi

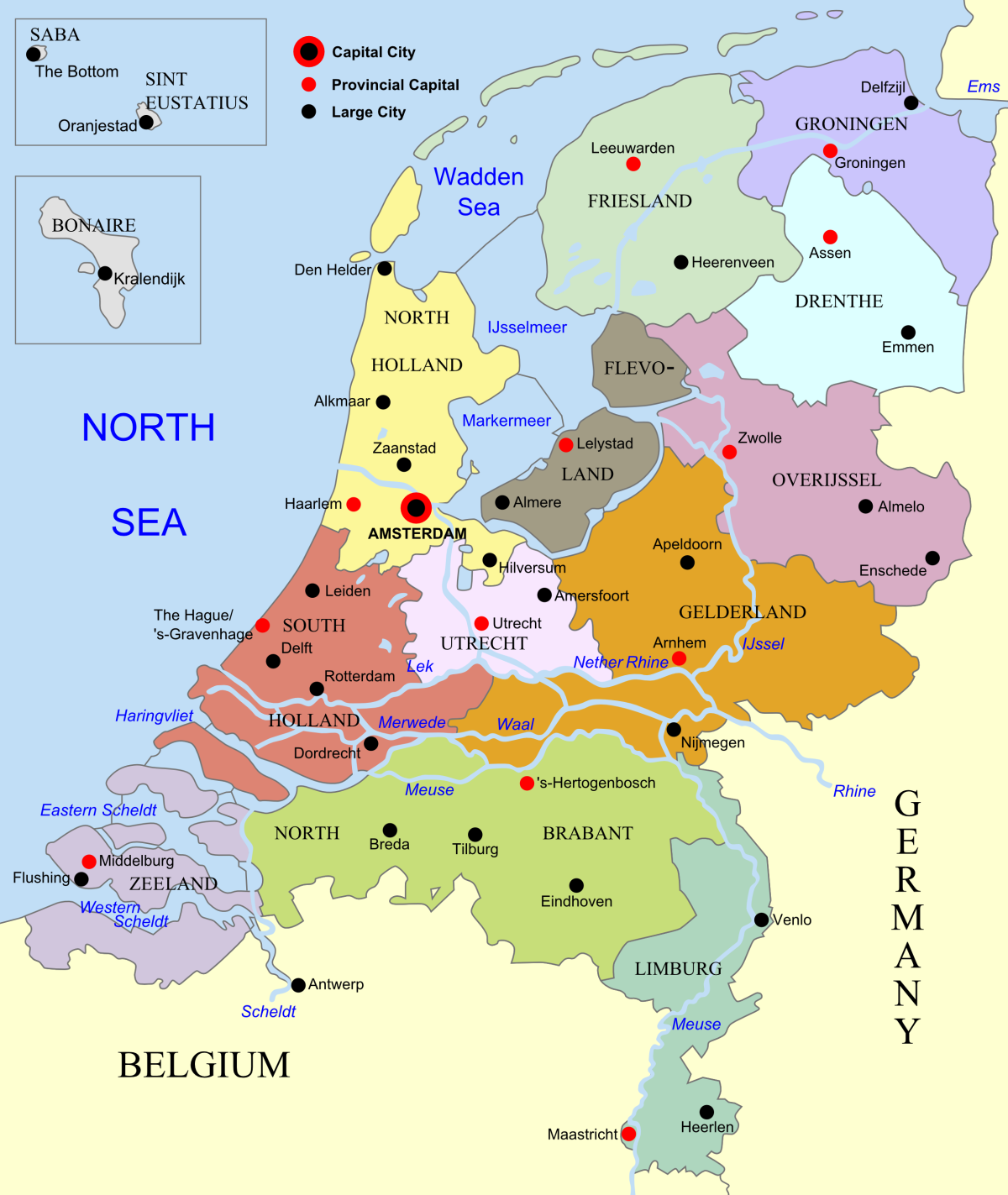
Mappa delle città più grandi dei Paesi Bassi

Questa è la lista delle Città dei Paesi Bassi ordinate per provincia.

## Caratteristiche
Non esistono delle regole formali nei Paesi Bassi nel distinguere le città dalle cittadine più piccole. Di fatto, le cittadine più piccole vengono solitamente nominate come "dorp", paragonabili ai paesi d'origine anglosassone. Mentre le città, vengono chiamate "stad" e al plurale "steden", una categoria intermedia della città non esiste in Olanda. 
Le città e cittadine, sono suddivise in 12 province denominate come: Brabante settentrionale, Drenthe, Flevoland, Frisia, Gheldria, Groninga, Limburgo, Olanda meridionale, Olanda settentrionale, Overijssel, Utrecht e Zelanda.

## Brabante Settentrionale

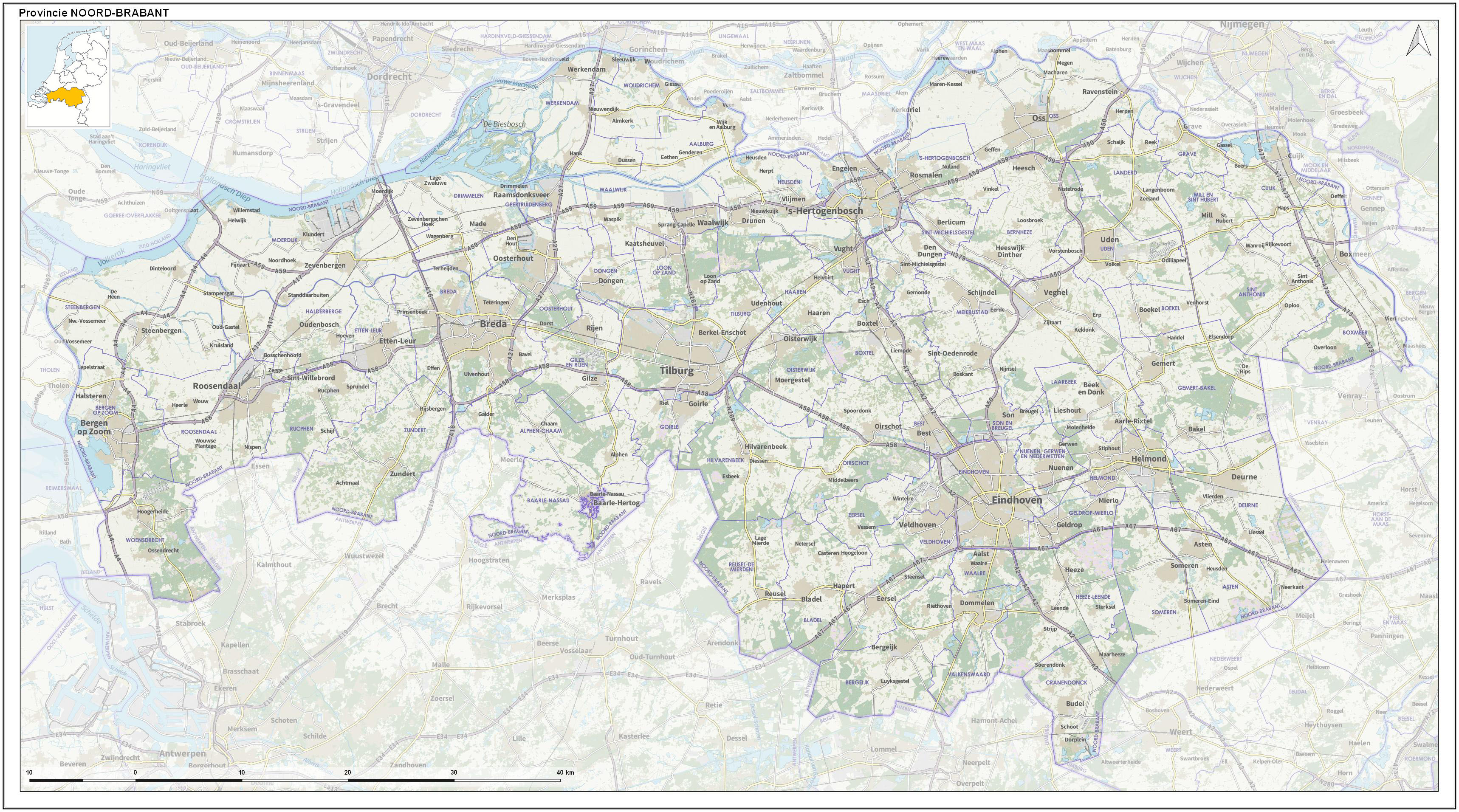
Brabante Settentrionale

- 's-Hertogenbosch (Den Bosch, capoluogo)
- Bergeijk
- Bergen op Zoom
- Breda
- Eindhoven
- Helmond
- Oss
- Roosendaal
- Tilburg
- Waalwijk

## Drenthe

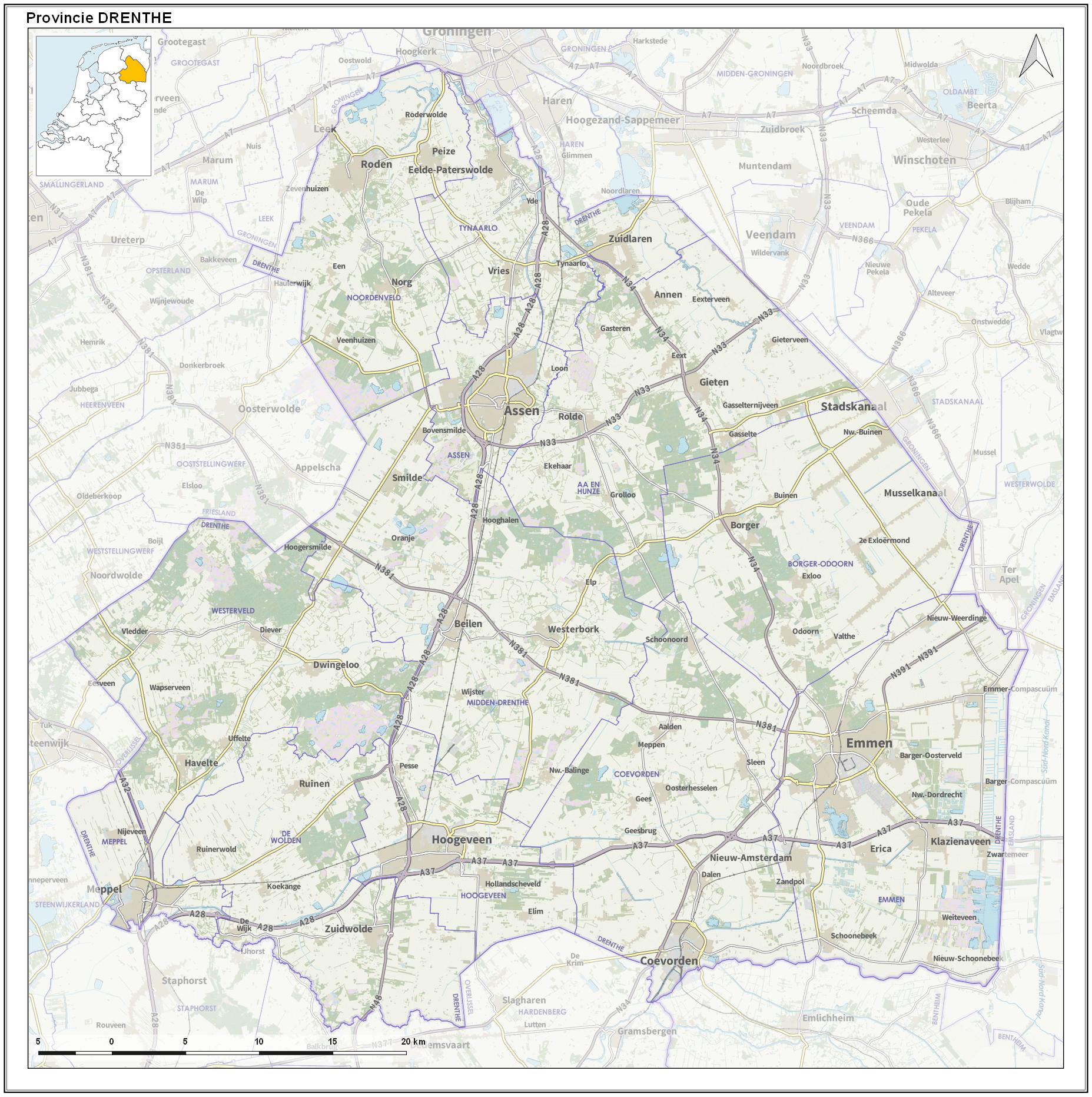
Drenthe

- Assen (capoluogo)
- Coevorden
- Emmen
- Hoogeveen
- Meppel

## Flevoland
- Almere
- Dronten
- Emmeloord (mun. Noordoostpolder)
- Lelystad (capoluogo)
- Urk

## Frisia
- Drachten (mun. Smallingerland)
- Harlingen
- Heerenveen
- Leeuwarden (capoluogo)
- Sneek

## Gheldria
- Arnhem (capoluogo)
- Apeldoorn
- Bredevoort
- Doetinchem
- Ede
- Harderwijk
- Nimega (Nijmegen)
- Wageningen
- Winterswijk
- Zutphen

## Groninga
- Delfzijl
- Groninga (Groningen – capoluogo)

## Limburgo
- Geleen
- Heerlen
- Kerkrade
- Maastricht (capoluogo)
- Roermond
- Sittard
- Valkenburg
- Venlo
- Venray
- Weert

## Olanda Meridionale
- L'Aia (Den Haag o 's-Gravenhage – capoluogo e sede del sovrano e del governo)
- Delft
- Dordrecht
- Gouda
- Leida (Leiden)
- Rotterdam

## Olanda Settentrionale
- Aalsmeer
- Alkmaar
- Amstelveen
- Amsterdam (capitale dei Paesi Bassi)
- Den Helder
- Enkhuizen
- Haarlem (capoluogo)
- Hilversum
- Hoofddorp (mun. Haarlemmermeer)
- Hoorn

## Overijssel
- Almelo
- Deventer
- Enschede
- Hengelo
- Oldenzaal
- Zwolle (capoluogo)

## Utrecht
- Amersfoort
- Baarn
- Bunschoten
- Eemnes
- Houten
- Leerdam
- Montfoort
- Nieuwegein
- Oudewater
- Rhenen
- Utrecht (capoluogo)
- Veenendaal
- Vianen
- Wijk bij Duurstede
- Woerden
- IJsselstein
- Zeist

## Zelanda
- Arnemuiden
- Goes
- Hulst
- Flessinga
- Middelburg (capoluogo)
- Sluis
- Terneuzen
- Veere
- Zierikzee